# Barraca V (Aiguamúrcia)
La Barraca V és una obra d'Aiguamúrcia (Alt Camp) inclosa a l'Inventari del Patrimoni Arquitectònic de Catalunya.

## Descripció
És una petita construcció associada als respectius marges dels seus laterals. La coberta és de pedruscall i les seves cornises horitzontals. El portal és dovellat amb arc de descàrrega i orientat a l'Oest.
Interiorment està coberta amb una falsa cúpula tancada amb una llosa, a una alçada màxima de 2'70m. La seva planta és rectangular i amida: Fondària 2'50m. Amplada 2'13m. No disposa de cap element funcional.